# ريتشارد أرنولد (قاضي)
ريتشارد أرنولد (بالإنجليزية: Richard Arnold)‏ هو قاضي بريطاني، ولد في 23 يونيو 1961.